# 余光中
余光中（1928年10月21日—2017年12月14日），臺灣詩人、作家，福建永春洋上村人，生於南京，曾於香港與台灣多所大學任教。曾參與現代詩論戰和鄉土文學論戰，在鄉土文學論戰中發表的〈狼來了〉一文引發爭議。

## 家世
祖父余東有，為閩南永春縣當地的大地主，鼓勵、安排父親余超英至南洋發展。余超英曾在馬來亞檳榔嶼、麻六甲、吉隆坡等地舉辦漢文學校，以閩南語教學，返華後，任永春縣教育局長。在1933年閩變時為左派名人，故得中華共和國十九路軍司令蔣光鼐任命為安溪縣縣長，当余超英赴任安溪縣長時，十九路軍正遭中國國民黨中央軍的猛攻，所以当時的報紙對其雖有報導，但卻十分簡略，由於隨即被國民黨攻破，所以可以推測余超英擔任安溪縣長的時間只有十多天，1948年余超英任僑務委員會常務委員、國民黨中央委員會海外工作會設計科科長，但1949年之後，余超英沒有跟隨國民黨到台灣，反而由廈門逃到英屬香港，1950年才在國民黨的號召之下東渡台灣。余超英對家鄉永春有著深厚的感情，曾創辦台北永春同鄉會，并連任四屆理事長，1992年去世，葬在新店碧潭永春公墓。余光中稱其父親雖然長壽，卻苦於風濕、失明、行動不便，到97歲才與世長辭。
母親孫秀君為江蘇常州武進人，師範學校畢業，到永春縣任教，結識了當時的教育局長余超英，隨即與這位直屬上司相戀，並成為其續絃夫人，據余光中回憶，其父只會閩南語，普通話不太流利，「普通話還說不清，更不懂從江蘇派來的師範畢業生，也就是母親，那一口江南腔的常州話」，但言語不通的兩人，還是順利結婚，余光中稱自己「戀母仇父」：「抗戰初期，母親帶我出入於淪陷區，備歷驚險，母子同命，片刻不離。所以母子之間的親切，遠勝於父子之間，亦即佛洛伊德所謂的『戀母仇父情結』。」孫秀君五十三歲即過世，此後，余超英不再娶妻，由余光中的夫人范我存操持家務。
余光中的夫人范我存，是余光中的表妹，江蘇常州人。余光中以「江南人」自命，很少提到閩南，他說：「常州是我的『母鄉』，也是我的『妻鄉』；母鄉加妻鄉，那份鄉情也不下於『父鄉』了。」余光中說，「常州就是我的故鄉。」
余超英曾與先前的妻子育有一个男孩，即余光中的異母兄余光亞。余光亞十八歲時病逝。

## 生平
1928年，戊辰龍年農曆九月初九（重陽節）出生於中華民國南京，自稱「茱萸的孩子」，「將軍畫家」余承堯是余光中的堂叔。
1937年，抗日戰爭爆發時流亡汪精衛政權地區。次年隨母親逃往上海，居住半年，後經由船隻經過香港抵達安南，又經過昆明、貴陽，抵達重慶與父親相聚。
1940年，余光中進入南京青年會中學，曾一度徙至重慶。
1938年至1945年，余光中在重慶悅來街道度過七年青少年求學時期，即余光中《鄉愁》描述的故鄉。
1947年畢業於南京青年會中學（已遷回南京），考取北京大學和金陵大學。余光中表示金陵大學是透過關係入學的，他自承：「金陵大學裡我們有一個親戚在職員部工作，父母曾向其拜託。」因而錄取。但他說，北京大學是他憑實力考取的，雖數學欠佳，只考了十幾分，但國文與英文都遙領他人。因北方動盪，選擇金陵大學外文系。1949年，轉入廈門大學外文系，7月隨父母遷居香港。
1950年5月，移居臺灣，父親勸他轉學國立臺灣大學，余光中卻稱臺大師資差而拒絕，後還是順從父親，報考也順利錄取。資格審查時，因余光中取得的廈門大學肄業証書，日期是「1949年」，而非民國紀元。當時臺大法學院長薩孟武不允許這種使用中共式的西元紀元「偽證件」入學，還叫余光中收起，「不要招搖」。但是文學院長沈剛伯卻說「這是非常時期，不妨通融」。終於得使余光中插班外文系三年級。畢業後，考選為預官，進入聯勤陸海空軍編譯人員訓練班，任國防部少尉編譯官。兩年後，第一本詩集《舟子的悲歌》出版。
1954年，與覃子豪、鍾鼎文、夏菁、鄧禹平創立藍星詩社。
1956年，與表妹范我存結婚。范我存為常州人，生於江寧。
1958年，母親亡故，10月赴美國進修，取得愛荷華大學藝術碩士，回國任教臺灣師範大學英語系講師，參加現代詩論戰。
1961年，長詩〈天狼星〉刊於《現代文學》引發與詩人洛夫的論戰，發表《再見，虛無！》作品風格漸漸回歸中國古典之傳統。與林以亮等人合譯《美國詩選》在香港出版，與國語派作家展開文言文與白話文之爭。
1963年9月，第一本散文集《左手的繆思》出版。次年，第一本評論集《掌上雨》，第五本詩集《蓮的聯想》出版。舉辦紀念莎士比亞誕生四百週年現代詩朗誦會於耕莘文教院，應美國國務院邀請，至美國講學一年。
1965年，任西密西根大學英文系副教授。次年回台，任臺灣師範大學副教授，在台灣大學、政治大學、淡江大學兼課，當選十大傑出青年。
1968年7月，出版散文集《望鄉的牧神》。
1969年11月，出版詩集《敲打樂》，《在冷戰的年代》等，主編《現代文學》月刊，應美國教育部之聘，第三次赴美，任科羅拉多州教育廳外國課程顧問和寺鐘學院客座教授。
1971年，英譯《滿田的鐵絲網》和德譯《蓮的聯想》分別在台灣和西德出版，回國任臺灣師範大學教授。
1972年，獲澳洲政府文化獎金，訪問澳洲，11月應世界中文報業協會邀請，至香港演說，任政治大學西洋語文系主任。
1974年，出版詩集《白玉苦瓜》、散文集《聽聽那冷雨》，主持復興文藝營。
1974年至1985年，在香港中文大學度過十一年，出任中國語言及文學系教授，期間取得香港永久居民身份。他形容香港中大「是寫詩的理想地方」，在中大寫了《沙田山居》、《吐露港上》等。其時，余氏居於教職員宿舍第六苑（即今國際生堂二座）2樓B室。
1977年，於聯合報副刊發表〈狼來了〉一文。
1985年，移居高雄市河堤社區，任國立中山大學文學院院長。
1986年，為高雄市木棉花文藝季寫詩《讓春天從高雄出發》，出版詩集《紫荊賦》，其後陸續出版《記憶像鐵軌一樣長》、《憑一張地圖》，主編《中華現代文學大系》。
1990年1月，出版散文集《隔水呼渡》。6月出版詩集《夢與地理》。
1992年，出任香港中文大學新亞書院的龔氏訪問學人，翌年出任聯合書院的傑出訪問學人。他為首屆（1999-2000年度）及第二屆（2002至2003年度）香港中文大學文學院主辦的「新紀元全球華文青年文學獎」決審評判。
1994年2月，出版評論集《從徐霞客到梵谷》。
2006年，余光中公開批評中華民國教育部長杜正勝的「刪減文言文」政策。
2010年，於聯合報副刊發表《某夫人畫像》推崇馬英九的夫人周美青，招致文壇各種諷刺，譏為「御用文人」。
2012年，對《經濟學人》以“bumbler”（指做事毫無頭緒，因能力不足而時常犯錯）形容總統馬英九，余光中稱此為「大巧若拙」，與馬英九會面時解釋「拙表示踏實負責任，不輕舉妄動，中國人講的拙是一個很好的字」。數日後，馬英九在臉書發文謝謝余光中老師，「用右手寫詩，左手寫散文」，帶給華人文學永恆的典範。
2015年4月9日，受香港城市大學之邀請，在「城大傑出講座」以「從古典文學到現代詩」為題演說。
2015年獲總統馬英九頒贈二等景星勳章。
2017年8月，余光中反對蔡英文政府刪減高中國文課程中的文言文。他表示「要推廣閩南語，更要念文言文」，從小父親就教他以閩南語念文言文。余光中說，相較國語或京片子，有8音的閩南語、9音的客家話，不管文字或聲調，更貼近文言文，用閩南語（泉州話、漳州話、廈門話、潮州話）朗誦，反而更貼近文言文的原味，想推廣閩南語，更應鼓勵孩子念古詩詞及文言文，彰顯閩南語的典雅與優美。
2017年11月27日，余光中病危，送高雄醫學大學附設中和紀念醫院急診，因急性腦中風、心肺惡化轉神經內科加護病房，家屬簽署「不施行心肺復甦術同意書」；12月14日，上午10時04分，因肺炎於高雄醫學大學附設中和紀念醫院逝世，享壽89歲。

## 身後
2017年12月29日，在高雄市立第一殯儀館景行廳舉行告別式。式後遺體火化，安葬在高雄內門區龍巖生命園區。
2018年3月，國民黨立委柯志恩質詢，作家李敖、莫洛夫相繼去世，文化部部長鄭麗君都即刻表示會呈請蔡英文總統頒發褒揚令，何以余光中未獲褒揚。民進黨立委黃國書表示「尊重文化部」，並反諷余光中：「李敖至少沒有幫助國家打壓鄉土文學」。對此鄭麗君強調歷來未啟動褒揚令都不會特別說明，希望外界不要過度解讀。

## 爭議

### 現代詩論戰
在現代詩論戰中，因唐文標批評台灣的現代詩風格，其中也包括余光中的作品。1973年，在香港中文大學任教的余光中發表了〈詩人何罪〉，批評唐文標以人民為標準、其思想左傾，並和中共的文革作連結。之後《現代文學》不再刊登唐文標的文章；唐文標在1984年出版的《中國古代戲劇史初稿》序言中引述沈登恩說法，認為當年余光中曾威脅《現代文學》編輯發行者白先勇及姚一葦兩教授不准《現代文學》再發表任何唐文標的文章。

### 鄉土文學論戰
1977年，余光中在香港中文大學任教時期，在聯合副刊發表《狼來了》一文，指有人在台灣公然提倡毛澤東提倡的「工農兵文藝」，雖然未指名道姓，但當時正值戒嚴時期，此文被認為是給鄉土文學作家陳映真、王拓等人「扣帽子」。
〈狼來了〉一文提及「回國半個月，見到許多來友：大家最驚心的一個話題是：『工農兵的文藝，台灣已經有人在公然提倡了！』」、「北京未聞有『三民主義文學』，台北街頭卻可見『工農兵文藝』，台灣的文化界真夠『大方』，說不定，有一天『工農兵文藝』還會在台北得獎呢，正當我國外遭逆境之際，竟然有人內倡『工農兵文藝』，未免太巧合了」、「目前國內提倡『工農兵文藝』的人，如果竟然不明白它背後的意義，是為天真無知；如果明白了它背後的意義而竟然公開提倡，就不僅是天真無知了。」、「問題不在於帽子，在頭。如果帽子合頭，就不叫『戴帽子』，叫『抓頭』。在大嚷『戴帽子』之前，那些『工農兵文藝工作者』，還是先檢查自己的頭吧。」
1989年，陳芳明發表文章，記錄余光中曾寄一封長信給他，將陳映真文章中的段落摘取出來，對照英文原文，考證陳映真引述新馬克思主義作品之處。陳映真在2000年於《聯合文學》雜誌，再次提到此事。陳映真認為，余光中在鄉土文學論戰時曾將此信匯整寄給王昇，密告陳映真思想傾共。王昇收到此信後，曾向鄭學稼查證相關內容，鄭學稼在私人場合向陳映真透露過相關歷史。余光中自辯，自己從未告密、誣賴，只是與友人書信中提及陳之事，他並稱那篇中英對照考據陳映真引述馬克思的文章是「一位雙方都認識的友人寫的」，而余光中並未提出友人究竟是何人，因為要「保護那位朋友」。
2004年9月11日，余光中在羊城晚報上曾辯解〈狼來了〉一文只出於愛國心，絕不想扣陳映真帽子，余光中自認〈狼來了〉一文也未「點名批評」台灣文壇相關人士，否認曾寄密告信給王昇，也否認受到中國國民黨指使。文中表示「當時情緒失控，不但措辭粗糙，而且語氣凌厲，不像一個自由主義作家應有的修養。政治上的比附影射也引申過當，令人反感，也難怪授人以柄，懷疑是呼應國民黨的什麼整肅運動。」余光中稱，他受到與他交好的齊邦媛、張曉風、陳芳明、南京的評論名家陳遼等批評，自認：「我當年被心魔所魅是顯而易見的。」

### 徐復觀
徐復觀與余光中曾爭論〈登鸛雀樓〉一詩中的地形問題。徐復觀稱，余光中因此將他告上警總，王昇下令，強制將徐復觀的書從書局下架。

### 胡蘭成
1975年，蔣中正過世，由其愛子蔣經國繼任國民黨黨魁，胡蘭成上書蔣經國，主張進行政治改革。同年，胡蘭成出版《山河歲月》，余光中在《書評與書目》雜誌發表《山河歲月話漁樵》評論此書，攻擊胡蘭成曾在汪精衛政權服務的歷史。隨後趙滋蕃、胡秋原與徐復觀等人跟進批評。警備總部查禁了《山河歲月》，胡蘭成喪失在文化大學的教職，隔年回日本。余光中最初曾推崇過胡蘭成的文章，而後卻因為胡蘭成推動改革的立場，而加諸迫害。

## 評價

### 自我評價
余光中在2004年應邀到北京參加百花文藝出版社《余光中集》出版新聞發布會時，對於所屬的地緣，曾自評：「要論寫作的地區，在台灣時期創作最多，……所以我當然是台灣詩人。不過詩之於文化傳統，正如旗之於風。我的詩之旗雖然在台灣飄起，但使它飄揚不斷的，是五千年吹拂的長風。風若不勁，旗怎能飄，我當然也是最廣義、最高義的中國詩人。 」

### 文學評價
余光中的文學評價受到高度讚賞。梁實秋評論：「右手寫詩，左手寫文，成就之高，一時無兩。」向明評論：「詩經、楚辭，唐、宋詩的名句，西洋典籍、舊約聖經，在他的詩中出出入入，自然輕巧，一點也不影響他詩中純正現代風韻。」林沛理則認為余光中是語言的魔術師，香江第一才子。黃維樑評論余光中的散文為「精新鬱趣、博麗豪雄」夏志清則認為：「余光中所嚮往的中國並不是台灣，也不是共黨統治下的大陸，而是唐詩中洋溢著『菊香與蘭香』的中國。」
即使是對余多有批判的馬世芳，也認為余的詩文有文學價值：「不，我不同意因為『狼來了』或是他的政治傾向，就要把他的詩文都貶為不值一顧。」
李敖是少數批評余光中文學，認為其四十餘年來文學毫無進步的評論者。2011年7月的香港书展，李敖在《中国知识分子的走向》演讲中批评余光中：“余光中80多岁了，如果40年前就死了，他还是余光中，因为后40年都没进步嘛。”

### 政治評價
對余光中的負面評價，主要集中於他在鄉土文學論戰中，指控鄉土文學為「工農兵文藝」的「狼來了」投書。詩人向陽認為，這份投書對他往後的文學名譽，造成相當巨大的傷害。馬世芳也認為狼來了是余一生的汙點。作家朱宥勳在余光中去世當時，以比較委婉的評論回應：「我認為不出惡聲已是最大的寬容，無須過度禮遇。」在數年後，朱在其著書《他們沒在寫小說的時候：戒嚴台灣小說家群像》描述余在鄉土文學論戰的作為是「醜戲」，並評論「這不只是有失作家風範，更失去了作人的基本格調」。詩人張德本以余光中「打壓台灣文學」為理由，在2000年第十九屆高雄市文藝獎頒獎典禮上抗議余光中，質疑《余光中傳》不收錄「狼來了」一事為「心虛」，希望他要勇於面對過去。而中央研究院副研究員吳介民則把彭歌和余光中的作為，描述為國家意識形態機器對文學界的鎮壓。
大陸學者趙稀方發現臺灣的左翼文壇對大陸的「余光中熱」非常吃驚外，趙本人也評論「余光中熱」是大陸人對臺港歷史和文學史的無知。當時被余光中攻擊的陳映真，在2000年《聯合文學》雜誌九月號發表《關於臺灣「社會性質」的進一步討論——答陳芳明先生》一文，引用陳芳明《鞭傷之島》一書，余光中向王昇密告陳映真一事，質疑余光中在當年鄉土文學論戰中，與國民黨政府特務系統的關係。而根據陳映真該文，他寫道：「而余光中在最近的一個場合中，因他當年假借權力壓迫鄉土文學而當場受到一個青年公開的抗議後，作了這回應：他當年反對的不是鄉土文學，而是『工農兵文學』！顯見他至今絲毫不以當年借國民黨的利刃取人性命之行徑為羞惡。」
詩人李敏勇認為余光中附和黨國化中華民國體制的官方文化政策，甚至以筆為槍，拋血滴子，昔反共今親中，立場迥異犧牲民主，戲稱中為母、台為妻，自我解套仍難逃轉型正義的審視。
李敖認為余光中是「騙子詩人」，「文高於學，學高於詩，詩高於品」，定性為「一軟骨文人耳，吟風月、詠表妹、拉朋黨、媚權貴、搶交椅、爭職位、無狼心、有狗肺者也」。並且斥責他「過去反共，現在跑回中國大陸到處招搖」。在李敖的《李敖有话说112期》中，定性余为“马屁诗人”、“半票作家”，而且昔日余光中对兩蔣父子歌功颂德、粉饰太平，李敖對此行徑极为鄙视，认为其到大陆也不过是投机而已。對於余光中力稱閩南語的美好，李敖稱，余光中不講閩南語，還曾公開說，「與其說我是閩南人，不如說我是江南人」，何須為了意識形態造假？
2011年12月12日，余光中在聯合報副刊上登了一首〈某夫人畫像〉，讚揚馬英九之妻周美青的質樸、不奢華、關懷弱勢，內容「明貶暗褒」，充滿奉承意味；同時詩中「不用英文，用法文，義大利文」的段落，也讓人質疑在諷刺蔡英文候選人。文壇諷刺余的行為和「御用詩人」無異。2015年，年輕詩人宋尚緯發表〈某先人畫像〉，詩中提到「我們對夫人沒有敵意／但也沒有敬意／畢竟要種出選票與鈔票的／是那位一直發人傳票的丈夫」、「而你的鄉愁終究／終究變成鄉間的仇恨了」，諷刺余光中大中華式的思考。
馬英九總統被《經濟學人》雜誌評為「bumbler」，引起臺灣輿論熱議。余光中說，其實bumbler就是「拙」的意思，表示踏實、負責任、不輕舉妄動，如同大智若愚、愚公移山、大巧若拙，是媒體翻譯有問題。各界多不認同余光中的觀點，詩人鄭炯明直批「這是詩人的墮落」、《魔戒》的譯者朱學恆也諷刺「簡直是弄臣」，時事評論員金恒煒說：「余光中把「笨蛋」換裝成「大巧」，就像把大糞變成黃金，污辱了所有人智商，也把自己的專業踩在腳底。」沈政男指出：「余光中英文不錯，但有翻譯莎士比亞全集的梁實秋好嗎？梁實秋編的《遠東英漢字典》裡說，bumble指的是『失敗、搞糟、喃喃不清的說』，哪裡有『大巧若拙』的意思？」

## 文學觀點

### 文學觀（原文摘錄）
- 在《逍遙遊》、《鬼雨》一類的作品裡，我倒當真想在中國文字的風爐中，煉出一顆丹來。在這一類作品裡，我嘗試把中國的文字壓縮，搥扁，拉長，磨利，把它拆開又拼攏，折來且疊去，為了試驗它的速度、密度和彈性。我的理想是要讓中國的文字，在變化各殊的句法中，交響成一個大樂隊，而作家的筆應該一揮百應，如交響樂的指揮杖。[來源請求]
- 散文有如地球，詩有如月亮：月球被地球所吸引，繞地球旋轉，成為衛星，但地球也不能把月球吸得更近，力的平衡便長此維持；另一方面，月球對地球的吸引力，也形成了海潮。[來源請求]
- 散文，是一切作家的身份證。詩，是一切藝術的入場券。[來源請求]
- 散文可以向詩學一點生動的意象，活潑的節奏，和虛實相濟的藝術，然而散文畢竟非詩。旗可以迎風而舞，卻不可隨風而去，更不能變成風。把散文寫成詩，正如把詩寫成散文，都不是好事。[來源請求]

### 與音樂界關係
1970年代以降，中華民國政府經歷被逐出聯合國、與美斷交，國際地位日漸低落。余光中將當時社會處境的感受反映在1974年出版的詩集《白玉苦瓜》。同年，民歌歌手楊弦將余光中《鄉愁四韻》譜曲，於胡德夫個人演唱會發表。這種對故土思念的情懷，融合西方的新式音樂元素，大獲好評。翌年，楊弦續譜《江湖上》、《民歌手》等詩，在「現代民謠創作演唱會」發表，余光中登台朗誦詩作。對余光中來說，是現代詩突破羈咎的新方法；在楊弦看來，則是中國傳統民謠另一條出路。兩個不同的領域，同樣在摸索有別舊往的發展方式，文學界與音樂界，在楊弦和余光中的合作下，開啟此後的民歌運動。
楊弦與余光中的「以詩入歌」，是民歌運動初期慣用的模式。學院派的音樂創作者，認為余楊等人提出的「中國現代民歌」，定義與作法不夠精緻嚴謹，既不「中國」也非「民歌」；而非學院派，如陶曉清，則認為過於高格調的範圍限定，無法將有別傳統的民歌概念通俗化，更會扼殺新式創作的發展。雙方多次交鋒，對各自論述所謂民歌的「正當性」，每每展開論戰。與同是1970年代的台灣鄉土文學論戰一樣，余光中皆在其中扮演舉足輕重的角色。

## 作品
余光中創作文類包括詩歌、散文、論述等。
以詩歌創作為主，復以散文及評論成名。

### 詩集
- 《舟子的悲歌》，臺北：野風出版社，1952年3月
- 《藍色的羽毛》，臺北：藍星詩社，1954年10月
- 《萬聖節》，臺北：藍星詩社，1960年8月
- 《鐘乳石》，香港：中外畫報社，1960年10月
- 《蓮的聯想》，臺北：文星書店，1964年6月
- 《五陵少年》，臺北：文星書店，1967年4月
- 《天國的夜市》，臺北：三民書局，1969年5月
- 《敲打樂》，臺北：純文學出版社，1969年11月
- 《在冷戰的年代》，臺北：純文學出版社，1969年11月
- 《白玉苦瓜》，臺北：大地出版社，1974年7月
- 《天狼星》，臺北：洪範書店，1976年8月
- 《與永恆拔河》，臺北：洪範書店，1979年4月
- 《隔水觀音》，臺北：洪範書店，1983年1月
- 《余光中詩選1949～1981》，臺北：洪範書店，1981年8月
- 《紫荊賦》，臺北：洪範書店，1986年7月
- 《余光中詩選》，福州：海峽文藝出版社，1988年3月
- 《余光中一百首》劉沙河選釋，成都：四川文藝出版社，1988年11月
- 《蘭嶼頌─詩文攝影集》與羅青、鍾玲合著，王慶華攝影，臺北：行政院原子能委員會放射性待處理物料管理處，1989年
- 《夢與地理》，臺北：洪範書店，1990年6月
- 《臺灣三家詩精品》與席慕蓉、紀弦合著，合肥：安徽文藝出版社，1990年9月
- 《守夜人——中英對照詩集》，臺北：九歌出版社，1992年10月
- 《游目騁懷——玉山國家公園詩文之美攝影集》與鍾玲合著，王慶華攝影，南投：玉山國家公園管理處，1993年4月
- 《安石榴》，臺北：洪範書店，1996年4月
- 《雙人床》，臺北：洪範書店，1996年9月
- 《余光中詩歌選集》，長春：時代文藝出版社，1997年8月
- 《余光中詩選·第二卷1982～1998》，臺北：洪範書店，1998年10月
- 《五行無阻》，臺北：九歌出版社，1998年10月
- 《劉國松余光中詩情畫意集》劉國松畫，臺北：新苑藝術公司，1999年
- 《余光中作品精選》，伊犁人民出版社，1999年3月
- 《與海為鄰》，上海文藝出版社，1999年12月
- 《高樓對海》，臺北：九歌出版社，2000年7月
- 《山海傳奇——高雄攝影詩文集》與鍾玲合著，王慶華、王信誠攝影，高雄市新聞處，2001年
- 《余光中─與永恆拔河》，長沙：湖南大學出版社，2001年1月
- 《余光中短詩選》，香港：銀河出版社，2003年9月
- 《余光中詩選》，北京：中國青年出版社，2004年3月
- 與楊牧、鄭愁予、白萩合著，上田哲二、美樹直大、是永駿、島田順子日譯，東京：國書刊行會，2004年12月
- 《余光中》，北京：人民文學出版社，2006年1月
- 《余光中作品精選》，武漢：長江文藝出版社，2006年8月
- 《等你，在雨中》，南京：江蘇文藝出版社，2007年1月
- 《余光中集》（臺灣詩人選集14）丁旭輝編，臺南：國立臺灣文學館，2008年12月
- 《藕神》，臺北：九歌出版社，2008年10月
- 《太陽點名》，臺北：九歌出版社，2015年8月
- 《貝殼砂》

### 散文
- 《左手的繆思》，臺北：文星書店，1963年9月
- 《逍遙遊》，臺北：文星書店，1965年7月
- 《望鄉的牧神》，臺北：純文學出版社，1968年7月
- 《焚鶴人》，臺北：純文學出版社，1972年4月
- 《聽聽那冷雨》，臺北：純文學出版社，1974年5月
- 《余光中散文選》，香港：文化生活出版社，1975年
- 《青青邊愁》，臺北：純文學出版社，1977年12月
- 《記憶像鐵軌一樣長》，臺北：洪範書店，1987年1月
- 《憑一張地圖》，臺北：九歌出版社，1988年12月
- 《鬼雨──余光中散文》，廣州：花城出版社，1989年5月
- 《隔水呼渡》，臺北：九歌出版社，1990年1月
- 《招 魂 的 短 笛》，成都：四川文藝出版社，1990年2月
- 《余光中幽默散文賞析》，桂林：漓江出版社，1996年5月
- 《世界華文散文精品─余光中卷》，廣州出版社，1996年11月
- 《橋跨黃金城》，北京：人民日報出版社，1997年6月
- 《高速的聯想》，天津：百花文藝出版社，1997年8月
- 《真空的感覺》，廣州：新世紀出版社，1998年10月
- 《日不落家》，臺北：九歌出版社，1998年10月
- 《石城之行》，呼和浩特：內蒙古人民出版社，1998年11月
- 《余光中散文》，杭州：浙江文藝出版社，1999年4月
- 《滿亭星月》，上海：上海文藝出版社，1999年8月
- 《光中心音》，桂林：漓江出版社，1999年
- 《大美為美——余光中散精選》，深圳：海天出版社，2001年5月
- 《海緣》，貴陽：貴州教育出版社，2002年
- 《文采畫風》劉國松圖，石家莊：河北教育出版社，2002年5月
- 《余光中精選集》，臺北：九歌出版社，2002年11月
- 《左手的掌紋》，南京：江蘇文藝出版社，2003年10月
- 《余光中散文精選集》，桂林：廣西師範大學出版社，2003年12月
- 《飛毬原來是地圖》，香港：三聯書店，2004年1月
- 《青銅一夢》，臺北：九歌出版社，2005年2月
- 《余光中幽默文選》，臺北：天下遠見出版公司，2005年5月
- 《寸心造化──余光中自自選集》，香港：天地圖書公司，2005年10月
- 《余光中精選集》，北京：燕山出版社，2006年5月
- 《余光中作品精選》，武漢：長江文藝出版社，2006年8月
- 《天涯情旅——余光中至情至愛散文集》，北京：中國工人出版社，2006年12月
- 《余光中經典》，福州：海峽文藝出版社，2007年1月
- 《余光中幽默詩選》陳幸蕙.賞析，臺北：天下遠見出版，2008年10月
- 《余光中跨世紀散文》，臺北：九歌出版社，2008年10月
- 《粉絲與知音》，臺北：九歌出版社，2015年8月

### 論述
- 《掌上雨》，臺北：文星書店，1964年6月
- 《人與驢》，臺中：藍燈出版社，1971年2月
- 《文學漫談》與顏元叔、傅孝先、劉紹銘、馬莊穆合著，臺北：環宇出版，1972年
- 《分水嶺上─余光中評論文集》，臺北：純文學出版社，1981年4月；九歌出版社，2009年6月
- 《從徐霞客到梵谷》，臺北：九歌出版社，1994年2月
- 《井然有序─余光中序序文集》，臺北：九歌出版社，1996年10月
- 《繆思的左右手》，長沙：湖南人民出版社，1997年12月
- 《藍墨水的下游》，臺北：九歌出版社，1998年10月
- 《連環妙計》，上海：上海文藝出版社，1999年8月
- 《余光中談翻譯》，北京：中國對外翻譯出版公司，2002年1月
- 《含英吐華──梁實秋翻譯獎評語集》，臺北：九歌出版社，2002年3月
- 《余光中談詩歌》，南昌：江西高校出版社，2003年1月
- 《語文大師如是說──中中和西》，香港：商務印書館，2006年7月
- 《舉杯向天笑》，臺北：九歌出版社，2008年10月（文學評論）
- 《翻译乃大道》[58]

### 合集
- 《春來半島─余光中香港十年詩文選》，香港：香江出版社，1985年
- 《中國結》，武漢：長江文藝出版社，1993年10月
- 《余光中選集─第一卷詩集》，合肥：安徽教育出版社，1999年2月
- 《余光中選集─第二卷詩集》，合肥：安徽教育出版社，1999年2月
- 《余光中選集─第三卷詩集》，合肥：安徽教育出版社，1999年2月
- 《余光中選集─第四卷散文集》，合肥：安徽教育出版社，1999年2月
- 《余光中選集─第五卷散文集》，合肥：安徽教育出版社，1999年2月
- 《余光中集．第一卷．詩歌》，天津：百花文藝出版社，2004年1月
- 《余光中集．第二卷．詩歌》，天津：百花文藝出版社，2004年1月
- 《余光中集．第三卷．詩歌》，天津：百花文藝出版社，2004年1月
- 《余光中集．第四卷．散文》，天津：百花文藝出版社，2004年1月
- 《余光中集．第五卷．散文》，天津：百花文藝出版社，2004年1月
- 《余光中集．第六卷．散文》，天津：百花文藝出版社，2004年1月
- 《余光中集．第七卷．文文》，天津：百花文藝出版社，2004年1月
- 《余光中集．第八卷．文文》，天津：百花文藝出版社，2004年1月
- 《余光中集．第九卷．集外集》，天津：百花文藝出版社，2004年1月
- 《余光中經典作品》，北京：當代世界出版社，2004年9月
- 《情人的血特別紅─余光中自選集》，天津：百花文藝出版社，2005年5月

### 翻譯
- 《梵谷傳》，［美］史東，臺北：重光文藝，1956年，臺北九歌出版社，2009年12月重訂版
- 《英詩譯註》，臺北：文星出版，1960年
- 《英美現代詩選》，葉慈等撰，臺北：大林書店，1970年
- 《錄事巴托比》，梅爾維爾著，香港：今日世界，1972年
- 《不可兒戲：三幕喜劇》，王爾德著，臺北：大地出版社，1983年
- 《土耳其現代詩選》，臺北：林白出版社，1984年
- 《空洞的貝殼》，沙白著；余光中、陳靖奇譯，高雄：臺一社，1990年
- 《溫夫人的扇子》，王爾德著，臺北：大地出版社，1992年
- 《緋紅樹》，陳志勇著，新竹：和英出版社，2003年
- 《不要緊的女人》，王爾德著，臺北：九歌出版社，2008年10月
- 《老人與海》，海明威著，南京：譯林出版社，2010年
- 《濟慈名著》，濟慈著，臺北：九歌出版社，2012年4月
- 《王爾德喜劇全集》，王爾德著，臺北：九歌出版社，2013年10

### 主編
- 《中國現代文學大系》，余光中等主編，中國現代文學大系編輯委員會，臺北:巨人出版社，1972年
- 《文學的沙田》，余光中編，臺北：洪範出版社，1981年
- 《秋之頌》（梁實秋先生紀念文集），余光中編，臺北：九歌出版社，1988年
- 《我的心在天安門：六四事件悼念詩選》，余光中編，臺北：正中書局，1989年
- 《中華現代文學大系：臺灣一九七〇－一九八九》，余光中總編，臺北:九歌出版社，1989年
- 《中華現代文學大系·貳：臺灣一九八九－二〇〇三》，余光中總編，臺北:九歌出版社，2003年

## 傳述
- 《這樣的「詩人」余光中》，陳鼓應，臺北：大漢，1977年
- 《從徐志摩到余光中》，羅青哲，臺北：爾雅出版社，1978年
- 《茱萸的孩子：余光中傳》，傅孟麗，臺北：天下遠見出版，1999年
- 《望鄉的牧神：余光中傳》，陳君華，北京：團結出版社，2001年
- 《火中龍吟：余光中評傳》，徐學，廣州：花城出版社，2002年
- 《水仙情操：詩話余光中》，傅孟麗，臺北：天下遠見出版，2002年
- 《香港相思：余光中的文學生命》，陳智德、馬輝洪、陳露明編，香港：香港中文大學大學圖書館，2008年
- 《壯麗：余光中論》，黃維樑，香港：文思出版社，2014年8月

## 獲獎
- 1962年 台灣，獲中國文藝協會的中國文藝獎章新詩獎。
- 1966年 台灣，十大傑出青年
- 1984年 台灣，第七屆吳三連文藝獎散文獎，《小木屐》獲台北市新聞局金鼎獎之歌詞獎
- 1989年 台灣，國家文藝獎新詩獎、主編的《中華現代文學大系》獲得金鼎獎
- 1997年 中國大陸，中國詩歌藝術學會致贈詩歌藝術貢獻獎
- 1998年 台灣，文工會第一屆五四獎的文學交流獎
- 1999年 台灣，以《日不落家》獲得吳魯芹散文獎
- 2000年 台灣，高雄市文藝獎
- 2001年 中國大陸，第二屆霍英東成就獎
- 2003年 香港，獲香港中文大學頒授榮譽文學博士[59]
- 2007年 台灣，獲國立臺灣大學頒授傑出校友
- 2011年 台灣，獲國立中山大學頒授名譽文學博士[60]
- 2012年 台灣，獲元智大學頒授桂冠文學家
- 2014年 台灣，獲行政院文化獎
- 2015年 獲馬來西亞花蹤世界華文文學獎。馬英九總統頒贈二等景星勳章[61][62]。

## 紀念
- 余光中文學館：福建省泉州市永春縣桃城鎮花石社區桃源南路桃溪畔

## 外部連結
- 黄维樑：〈璀璨的五彩笔——余光中作品概说（页面存档备份，存于）〉。
- 黄维樑：〈礼赞木棉树和控诉大烟囱——论余光中八十年代的社会诗（页面存档备份，存于）〉。
- 黄维樑：〈中诗西诗,诗是余家事：余光中诗话初探（页面存档备份，存于）〉。
- 黄维樑：〈余光中的“文心雕龙”（页面存档备份，存于）〉。
- 黄维樑：〈蓝墨水的上游是汨罗江——余光中对屈原的推崇（页面存档备份，存于）〉。
- 黄维樑：〈为李白杜甫造像——论余光中与唐诗（页面存档备份，存于）〉。
- 黎活仁：〈与伤春拔河：余光中的时间意识研究（页面存档备份，存于）〉。
- 余光中中國當代作家口述歷史計劃，嶺南大學圖書館。
- 余光中詩集手稿《在冷戰年代之詩》（页面存档备份，存于）
- 關於台灣「社會性質」的進一步討論——答陳芳明先生(4)（页面存档备份，存于）
- 余光中數位文學館（页面存档备份，存于）